# Santo Amaro (Vila Nova de Foz Côa)
Santo Amaro ist eine Ortschaft und ehemalige Gemeinde im Norden Portugals.

## Verwaltung
Santo Amaro war Sitz einer eigenständigen Gemeinde (Freguesia) im Landkreis (Concelho) von Vila Nova de Foz Côa. Im ehemaligen Gemeindegebiet leben 50 Einwohner (Stand 30. Juni 2011).
Im Zuge der administrativen Neuordnung in Portugal wurde die Gemeinde Santo Amaro am 29. September 2013 aufgelöst und zusammen mit der Gemeinde Mós der Stadtgemeinde Vila Nova de Foz Côa angegliedert.